# فيليبا فوت
فيليبا روث فوت (بالإنجليزية: Philippa Ruth Foot)‏ الحائزة على زمالة الأكاديمية البريطانية (اسم عائلتها عند الولادة بوزانكيت؛ 3 أكتوبر 1920 – 3 أكتوبر 2010)، هي فيلسوفة إنجليزية، كانت واحدة من مؤسسي أخلاقيات الفضيلة المعاصرة، المستوحاة من أخلاقيات أرسطو. يمكن النظر إلى عملها في حقبتي الخمسينيات والستينيات من القرن العشرين على أنه محاولة لجعل نظرية الأخلاقيات الأرسطية تتلاءم مع منظور العالم المعاصر، فتكون بالتالي قادرة على أن تنافس نظريات من مثل نظريتي الأخلاقيات الواجبة والأخلاقيات النفعية الحديثتين. كان لبعض أعمالها دور حاسم في إعادة انبثاق الاخلاقيات المعيارية ضمن الفلسفة التحليلية، ولا سيما نقدها للعواقبية واللامعرفية. ومن الأمثلة المألوفة على ذلك تجربة فكرية من أعمالها تخضع للمناقشات باستمرار ويشار إليها باسم «معضلة العربة». تأثر منهج فوت بالمرحلة المتأخرة من أعمال فيتغنشتاين، رغم أنها نادراً ما كانت تخوض صراحة في مسائل سبق وخاض فيها هو. وكانت حفيدة للرئيس الأمريكي جروفر كليفلاند.

## حياتها الشخصية وتعليمها
وُلدت فوت باسم فيليبا روث بوزانكيت، وكانت ابنة استير كليفلاند (1893-1980) والنقيب ويليام سيدني بنس بوزانكيت (1893-1966) من حرس كولدستريم التابع للجيش البريطاني. كان جدها لأبيها القاضي ومحامي القضاء العالي، السير فريدريك ألبرت بوزانكيت، وقد شغل منصب كبير مأموري لندن بين عامي 1900-1917. أما جدها لأمها فقد كان الرئيس الثاني والعشرين والرابع والعشرين للولايات المتحدة الأمريكية، جروفر كليفلاند.
تلقت فوت تعليماً خاصاً في كلية سومرفيل بجامعة أوكسفورد بين عامي 1939-1942، حيث حازت على شهادة من الدرجة الأولى في الفلسفة والسياسة والاقتصاد. واستمر ارتباطها بسومرفيل لبقية حياتها، دون أن يقاطعه شيء سوى خدمتها الحكومية بصفتها عالمة اقتصاد خلال الفترة الممتدة بين عامي 1942-1947. وعبر سنوات مسيرتها، شغلت فوت في كلية سومرفيل مناصب محاضِر في الفلسفة (1947-1950)، وزميل ومدرّس (1950-1969)، وزميل باحث أقدم (1969-1988)، وزميل فخري (1988-2010). وكانت تمضي هناك ساعات طويلة في مناظرة ج. إ. م. أنسكومب، التي أقنعتها بخطأ المدرسة اللامعرفية.
في عقدي الستينيات والسبعينيات من القرن العشرين، شغلت فوت عدداً من مناصب البروفيسور الزائر ضمن الولايات المتحدة – في جامعة كورنيل، ومعهد ماساتشوستس للتقنية، وجامعة كاليفورنيا في بيركلي، وجامعة مدينة نيويورك. وعُينت بمنصب بروفيسور بدرجة أستاذيّة غريفين بالفلسفة في جامعة كاليفورنيا، لوس أنجلوس، عام 1976 وتابعت التدريس هناك حتى عام 1991، مقسمة وقتها بين الولايات المتحدة وإنجلترا.
وعلى عكس الاعتقاد السائد، لم تكن فوت من مؤسسي أوكسفام، بل جاء انضمامها إلى هذه المنظمة بعد تأسيسها بنحو ست سنوات. كانت ملحدة. تزوجت لفترة من المؤرخ م. ر. د. فوت، وتشاركت السكن لمدة في شقة مع الروائية آيريس مردوك. توفيت فوت عام 2010 في يوم عيد ميلادها التسعين.

## نقدها للمدرسة اللا معرفية
اتسمت أعمال فوت في نهاية خمسينيات القرن العشرين بأنها اندرجت تحت فرع الأخلاقيات الفوقية، والسبب في ذلك يرجع إلى أنها كانت متلائمة مع الحكم والخطاب الأخلاقيين. وكان للمقالتين المعنونتين «جدالات أخلاقية» و«معتقدات أخلاقية»، على وجه التحديد، دور حاسم في الانقلاب على سيطرة اللامعرفية التي سادت المقاربات التحليلية للنظرية الأخلاقية في العقود السابقة.
ربما كان المنهج اللامعرفي موجوداً أصلاً لدى هيوم، غير أنه حظي بأكثر صيغه التحليلية تأثيراً ضمن أعمال أ. ج. آير، وتشارلز ل. ستيفنسون، وريتشارد م. هير. إذ انصب تركيز هؤلاء الكتّاب على ما يسمى «المفاهيم الأخلاقية الرفيعة» مثل «الجيد» و«السيئ» و«الصحيح» و«الخاطئ»، فناقشوا قائلين إنّ هذه المفاهيم لا تُستعمل للحكم على شيء حقيقي في جوهر الأمر المعني، بل للتعبير بالأحرى عن عاطفة أو (في حالة هير) عن حكم إلزامي ما.
وقد ارتبط هذا النوع من التحليل للمفاهيم الأخلاقية «الرفيعة» بتقسيم خاص يقيم اعتباراً في المقابل للمفاهيم الملموسة أو «السميكة»؛ مثل «الجبان» أو «القاسي» أو «النهِم»، وافتُرض أن هذه المفاهيم تحتوي على عنصر لامعرفي «تقييمي» إلى جانب العنصر الواضح «الوصفي المجرد».
كانت غاية فوت هي نقد هذا التمييز وما يتضمنه من اعتبار للمفاهيم الرفيعة. وبسبب المنهج المحدد الذي باشرت به دفاعها عن الخصيصة المعرفية القابلة للتقييم الحقيقي في الحكم الأخلاقي، كان لهاتين المقالتين دور هام في نقل مسألة العقلانية والأخلاق إلى المقدمة.
وتدفع الاعتبارات العملية التي تتضمن مفاهيم أخلاقية «سميكة» - لكن هذا التصرف سيكون قاسياً، سيكون جباناً، إنه لها، أنا وعدتها أنني لن أفعل – الأشخاص إلى التصرف بطريقة دون أخرى، غير أنها مفاهيم وصفية حالها في ذلك حال أي حكم آخر على صلة بحياة البشر. وهي مختلفة عن الأفكار التي من نوع «يمكن إنجاز هذا في يوم ثلاثاء» أو «سيتطلب الأمر نحو ثلاثة دلاء من الطلاء»، ولا يكمن هذا الاختلاف في المزيج الذي تعتبره فوت عنصراً «أخلاقياً» غير واقعي شارحاً للموقف، بل في حقيقة أن البشر لديهم أسباب تردعهم عن الإتيان بأفعال جبانة أو قاسية.
ويظهر تكريسها حياتها لهذه المسألة في كل مراحل عملها.

## فلسفة الأخلاق وفلسفة الجمال والفلسفة السياسية
ترتبط جميع أعمال فوت المنشورة تقريباً بالأخلاقيات المعيارية أو الأخلاقيات الفوقية. ولم تخُض في فلسفة الجمال سوى مرة واحدة – ضمن محاضرتها التي ألقتها في الأكاديمية البريطانية عام 1970 في ذكرى هيرتز وحملت عنوان «الفن والأخلاق»، إذ وضحت فيها بعض الفروق الملحوظة بين الأحكام الأخلاقية والأحكام الجمالية.
وبهذه الطريقة نفسها، لا يبدو أن فوت قد أظهرت اهتماماً مهنياً بالفلسفة السياسية كذلك. يتذكر جيوفري توماس، من كلية بيركبيك في جامعة لندن، أنه توجه إلى فوت في عام 1968، حين كان طالب دراسات عليا في كلية الثالوث الأقدس في جامعة أوكسفورد، ليطلب منها أن تقرأ مسودة ورقة بحثية في العلاقة بين فلسفة الأخلاق والسياسة. فأجابته حينذاك تقول: «لم تثر الفلسفة السياسية اهتمامي يوماً، ينبغي بالمرء أن يهتم بالأشياء التي تدور على ألسنة الأشخاص المحيطين به»، ويظهر في قولها هذا تلميح – صحيح إلى حد بعيد – إلى أن الفلسفة السياسية كانت عديمة الشعبية على نحو كبير بين فلاسفة أوكسفورد في عقدي الخمسينيات والستينيات من القرن العشرين. ولقد وافقت فوت على قراءة الورقة بسخاء مهذب رغم ذلك، غير أن توماس لم يرسلها إليها قط.